# Бездната на страстта
„Бездната на страстта“ (на испански: Abismo de pasión) е мексиканска теленовела от 2012 г., създадена от Каридад Браво Адамс, режисирана от Серхио Катаньо и Клаудио Рейес Рубио, и продуцирана от Анджели Несма за Телевиса.
В главните роли са Анжелик Бойер, Давид Сепеда, Марк Тачер и Ливия Брито, а в отрицателните – Сабине Мусиер, Бланка Гера и Салвадор Сербони. Специално участие вземат актьорите Алехандро Камачо, Ерик дел Кастийо, Рене Касадос и Ракел Олмедо.

## Сюжет
Аугусто Кастаньон е женен за Естефания Бувиер, с тях живеят Елиса, дъщеря им, и Кармина, по-голямата сестра на Естефания, която завижда, че не се е омъжила за мъжа, когото обича. Нещо повече, Росендо Аранхо живее със съпругата си Алфонсина и сина им Дамян. Бракът на Росендо и Алфонсина не върви отдавна, двамата непрекъснато са в конфликти, което подтиква Росендо да си намери любовница, която всъщност е Кармина.
Росендо обмисля да остави жена си, а Кармина успява да го убеди да избягат заедно същата нощ. Естефания научава за плановете на сестра си, опитвайки се да убеди Росендо да не разваля семейството си, те умират в автомобилна катастрофа. Използвайки смъртта на сестра си, Кармина убежзава Аугусто, че жена му е изневерявала. Вбесена, Алфонсина изпраща Дамян да учи в Италия, за да го раздели с Елиса.
Изминали са десет години, Елиса се е превърнала в красива млада жена. Тя е израснала с Палома и Гаел, който е влюбен в нея, но Палома е влюбена в него, затова Елса решава да се отдалечи от него, за да не наранява приятелката си. Въпреки изминалите години, все още се носят клюки, които опетняват паметта на Естефания, което се оказва болезнено за Елиса. Атаките срещу Естефания са от Алфонсина, която още не може да преглътне измяната. В същото време, Аугусто е женен за Кармина, която го манипулира, че Елиса не е негова дъщеря, а на Росендо. На свой ред, Дамян се завръща в селото заедно с Флоренсия Ландучи, красиво и фриволно момиче. Когато се срещат Елиса и Дамян, любовта им се заражда отново, започнала още в детските им години. Но горчивината на Алфонсина към Аугусто, ревността на Гаел и Флоренция, и измамите на Кармина и Габино, управителя на имението на Аранго, не позволяват на влюбените да бъдат щастливи.

## Актьори
Част от актьорския състав:
- Анжелик Бойер – Елиса Кастаньон Бувиер
- Давид Сепеда – Дамян Аранго Мондрагон
- Алехандро Камачо – Аугусто Кастаньон
- Бланка Гера – Алфонсина Мондрагон де Аранго
- Марк Тачер – Гаел Мондрагон
- Сабине Мусиер – Кармина Бувиер
- Лудвика Палета – Естефания Бувиер де Кастаньон
- Алтаир Харабо – Флоренсия Ландучи Канту
- Рене Касадос – Гуадалупе Мондрагон
- Салвадор Сербони – Габино Мендоса
- Сесар Евора – Росендо Аранго
- Еухения Каудуро – Долорес Мартинес
- Франсиско Гаторно – Браулио Чинриос
- Ливия Брито – Палома Гонсалес
- Ерик дел Кастийо – Лусио Елисондо
- Ракел Олмедо – Рамона Гонсалес
- Алексис Аяла – Едмундо Товар
- Есмералда Пиментел – Кения Хасо Наваро

## Премиера
Премиерата на Бездната на страстта е на 23 януари 2012 г. по Canal de las Estrellas. Последният 161. епизод е излъчен на 2 септември 2012 г.